# 阿布·哈夫斯·乌敦尼
阿布·哈夫斯·烏敦尼（阿拉伯语：أبو حفص الأردني，羅馬化：Abu Hafs al-Urduni，1973年—2006年11月26日），本名法里德·優素福·烏米爾拉，約旦人，俄羅斯車臣共和國阿拉伯聖戰者，他在前埃米爾阿布·瓦利德在2004年被殺後繼任車臣地區聖戰者領袖，直到2006年11月26日在達吉斯坦哈薩維尤爾特被俄羅斯特種部隊所殺。
曾參加1979年蘇聯入侵阿富汗和塔吉克內戰。他在1995年來到車臣直到死去並娶了兩個車臣人妻子。在他的兩個阿拉伯前指揮官哈塔和瓦里德死後於2004年出任指揮官。
他在俄羅斯媒體中經常被指是蓋達組織在高加索地區的間諜和特使，但真正情況不明。
他在2006年11月26日達吉斯坦哈薩維尤爾特和俄羅斯特種部隊一場4小時的槍戰中被殺，後由穆罕纳德繼任車臣地區聖戰者埃米爾。